# Eroe della Repubblica Socialista Cecoslovacca
Il titolo di Eroe della Repubblica Socialista Cecoslovacca (in ceco: Hrdina Československé socialistické republiky, in slovacco Hrdina Československej socialistickej republiky),  è stato una decorazione della Cecoslovacchia.

## Storia
Il titolo fu istituito l'8 febbraio 1955 per premiare straordinari servizi resi alla Repubblica. Originariamente il titolo era di "Eroe della Repubblica Cecoslovacca", dal 1960 fu aggiunto l'aggettivo "socialista". Fu conferito solo a partire dal 1965. Il titolo, che fu conferito per l'ultima volta nel 1982, è stato abolito il 15 ottobre 1990. L'insignito riceveva inoltre l'Ordine di Klement Gottwald.

## Insegne
- L'insegna era una stella d'oro, smaltata di rosso al centro.
- Il nastro era completamente rosso.

## Insigniti
1. Ludvík Svoboda (25 novembre 1965, 30 aprile 1970 e 30 maggio 1975) - Generale dell'esercito e Presidente
2. Karol Šmidke (20 gennaio 1967, postumo) - Martire dell'insurrezione nazionale slovacca
3. Vladimír Clementis (29 aprile 1968, postumo) - Statista cecoslovacco
4. Joseph Frank (29 aprile 1968, postumo) - Statista cecoslovacco
5. Karel Klapálek (24 maggio 1968) - Generale dell'esercito
6. Gustáv Husák (23 settembre 1969, 9 gennaio 1973 e 7 gennaio 1973) - Generale e segretario del Partito Comunista della Cecoslovacchia
7. Ladislav Novomeský (23 settembre 1969) - Statista cecoslovacco
8. Jan Šverma (23 settembre 1969, postumo) - Uno dei leader dell'insurrezione nazionale slovacca
9. Andrej Antonovič Grečko (5 ottobre 1969) - Maresciallo dell'Unione Sovietica
10. Kirill Semënovič Moskalenko (5 ottobre 1969) - Maresciallo dell'Unione Sovietica
11. Rudolf Jasiok (6 ottobre 1969, postumo) - Comandante di un plotone di carri nel Corpo d'Armata Cecoslovacco
12. Josef Kholl (6 ottobre 1969, postumo) - Tenente colonnello, comandante di una brigata di fanteria nel Corpo d'Armata Cecoslovacco
13. František Vrána (6 ottobre 1969, postumo) - Capitano, comandante di divisione nel Corpo d'Armata Cecoslovacco
14. Vendelín Opatrný (6 ottobre 1969, postumo) - Capitano, ufficiale nel Corpo d'Armata Cecoslovacco
15. Andrej Ivanovič Erëmenko (28 aprile 1970) - Maresciallo dell'Unione Sovietica
16. Ivan Stepanovič Konev (28 aprile 1970) - Maresciallo dell'Unione Sovietica
17. Matvej Vasil'evič Zacharov (28 aprile 1970) - Maresciallo dell'Unione Sovietica
18. Dmitrij Danilovič Leljušenko (28 aprile 1970) - Generale dell'Esercito dell'Unione Sovietica
19. Ivan Ignat'evič Jakubovskij (28 aprile 1970) - Maresciallo dell'Unione Sovietica
20. Leonid Il'ič Brežnev (5 maggio 1970, 23 ottobre 1976 e 16 dicembre 1981) - Maresciallo dell'Unione Sovietica e Segretario Generale del Partito Comunista dell'Unione Sovietica
21. Vladimír Remek (27 aprile 1978) - Cosmonauta cecoslovacco
22. Jurij Romanenko (27 aprile 1978) - Cosmonauta sovietico
23. Georgij Grečko (27 aprile 1978) - Cosmonauta sovietico
24. Aleksej Aleksandrovič Gubarev (27 aprile 1978) - Cosmonauta sovietico
25. Dmitrij Fëdorovič Ustinov (6 ottobre 1981) - Maresciallo dell'Unione Sovietica